# تشاخماق تشوخور
تشاخماق تشوخور هي قرية في مقاطعة مشكين شهر، إيران. عدد سكان هذه القرية هو 54 في سنة 2006.